# Via Pilies
Via Pilies (letteralmente, "Via Del Castello"; in lituano Pilies gatvė) è una delle strade principali del centro storico di Vilnius, la capitale della Lituania. Si tratta di una strada piuttosto breve, lunga 500 metri, che congiunge Piazza della Cattedrale a Piazza del Municipio.

## Descrizione

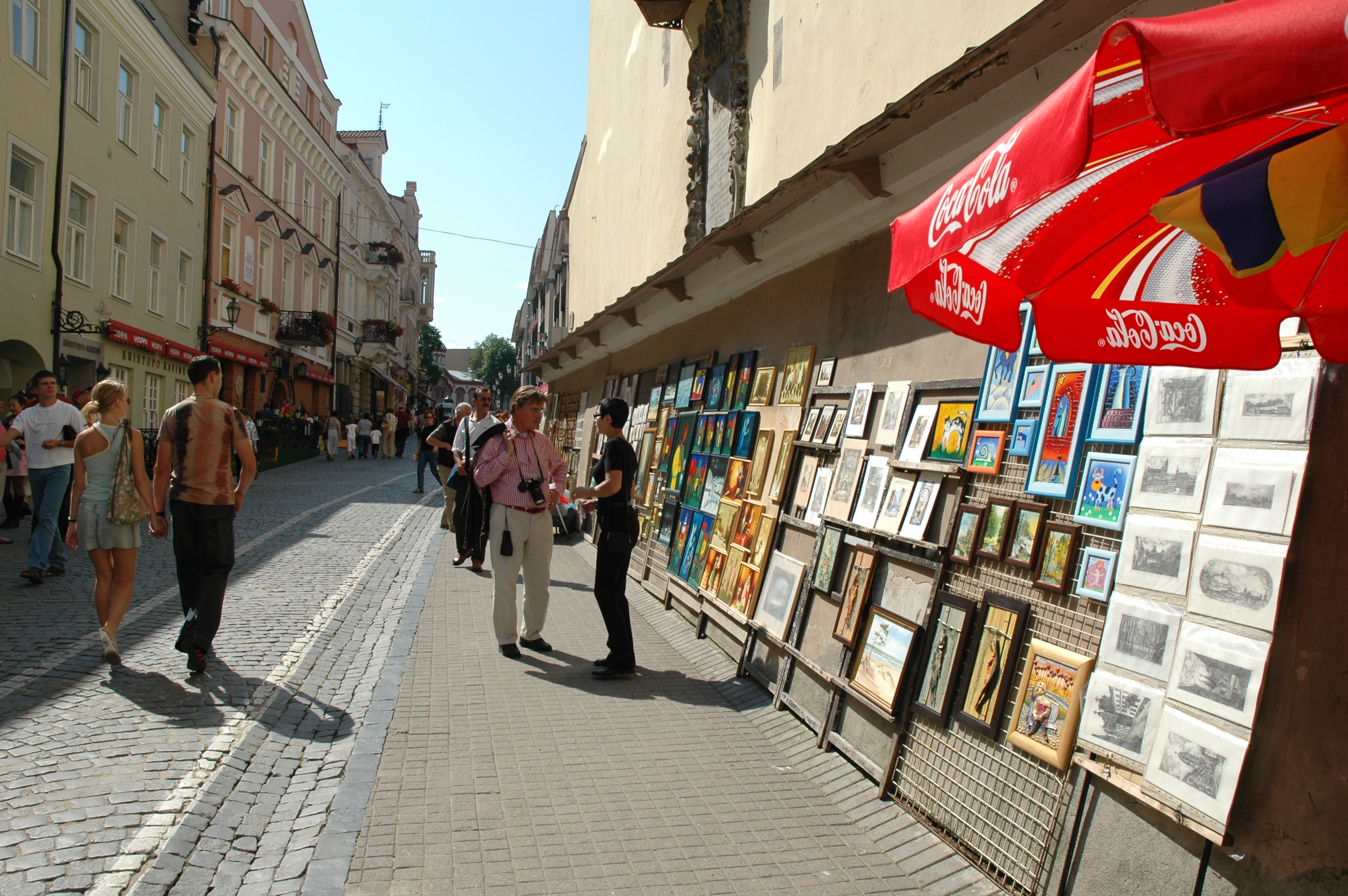
La via è celebre anche perché costellata di raffigurazioni artistiche in vendita, souvenir e mercatini

Tra le località di Vilnius che attirano turisti interessati ad acquistare oggetti ricordo, di certo via Pilies è tra le più fornite. Trattandosi di una strada molto frequentata, a differenza della vicina piazza municipale ben poche volte il transito viene interdetto per via di eventi politici o culturali che si tengono comunemente presso la sede comunale. Molte persone visitano la strada per comprare regali nel periodo natalizio o prima di recarsi all'estero per visitare gli amici. Nei numerosi negozi di souvenir si vendono ambra, gioielli realizzati con tale materiale e vestiti di lino. La strada è anche nota per via della fiera Kaziukas, occasione in cui artisti folk provenienti da tutte le contee della Lituania si riuniscono qui per mostrare e vendere le loro ultime mercanzie.
Gli eventi mondani a Vilnius si svolgono spesso in via Pilies: la maggior parte delle celebrazioni religiose e non interessa spesso il percorso la strada (si pensi alle processioni nei giorni di Natale e Pasqua, ai festeggiamenti per il giorno della Restaurazione dell'Indipendenza o semplicemente alle celebrazioni tenutesi in passato in maniera spontanea dopo grandi vittorie riportate dalla nazionale di pallacanestro della Lituania). La sede dell'Università di Vilnius si trova tra via Pilies e via dell'Università, (Universiteto gatvė). Lungo questa strada si trova anche la Casa dei Firmatari in cui è stata sottoscritta la Dichiarazione di indipendenza il 16 febbraio 1918.